# BRA Braathens Regional Airlines

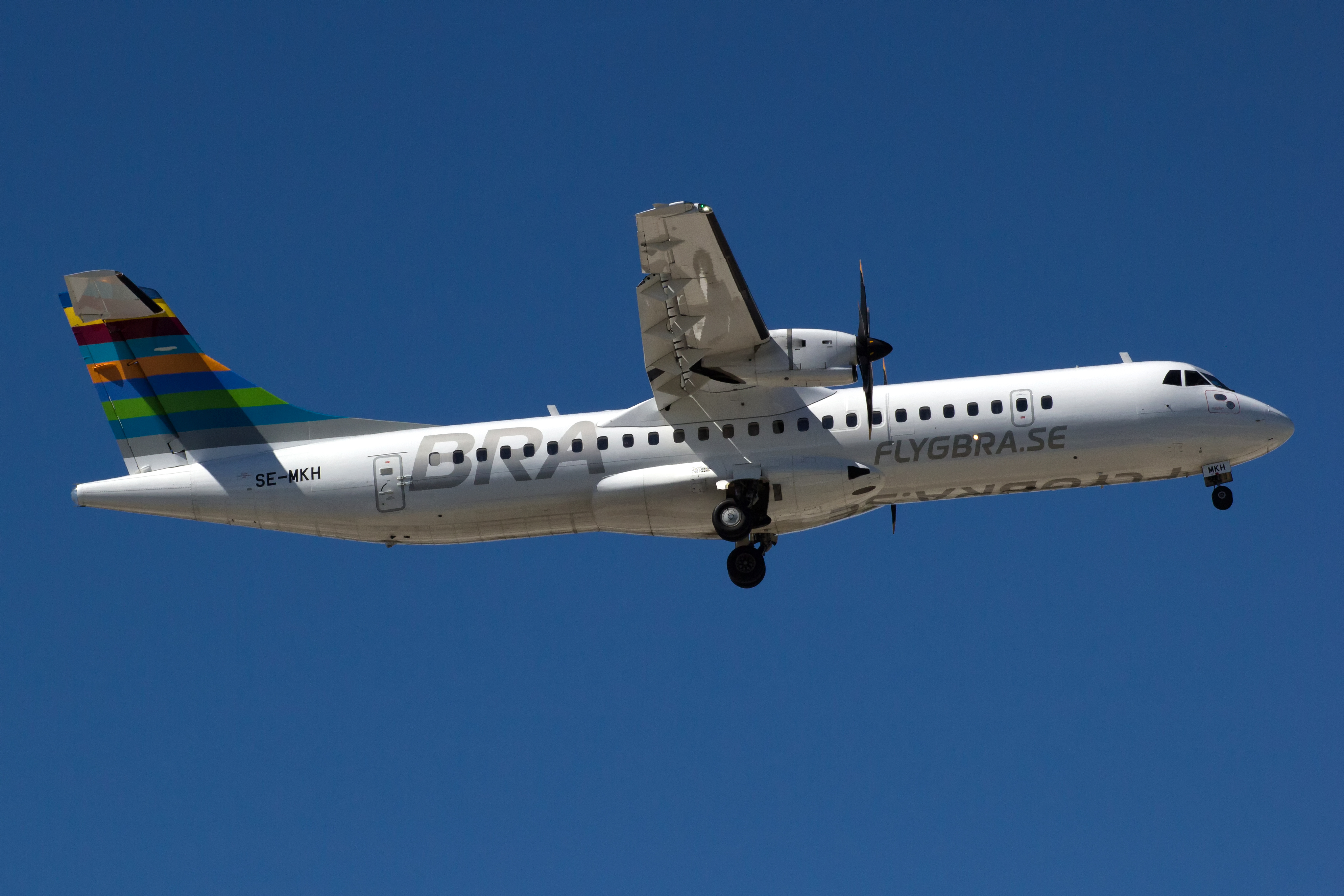
ATR 72-600 betrieben von Braathens Regional Airways

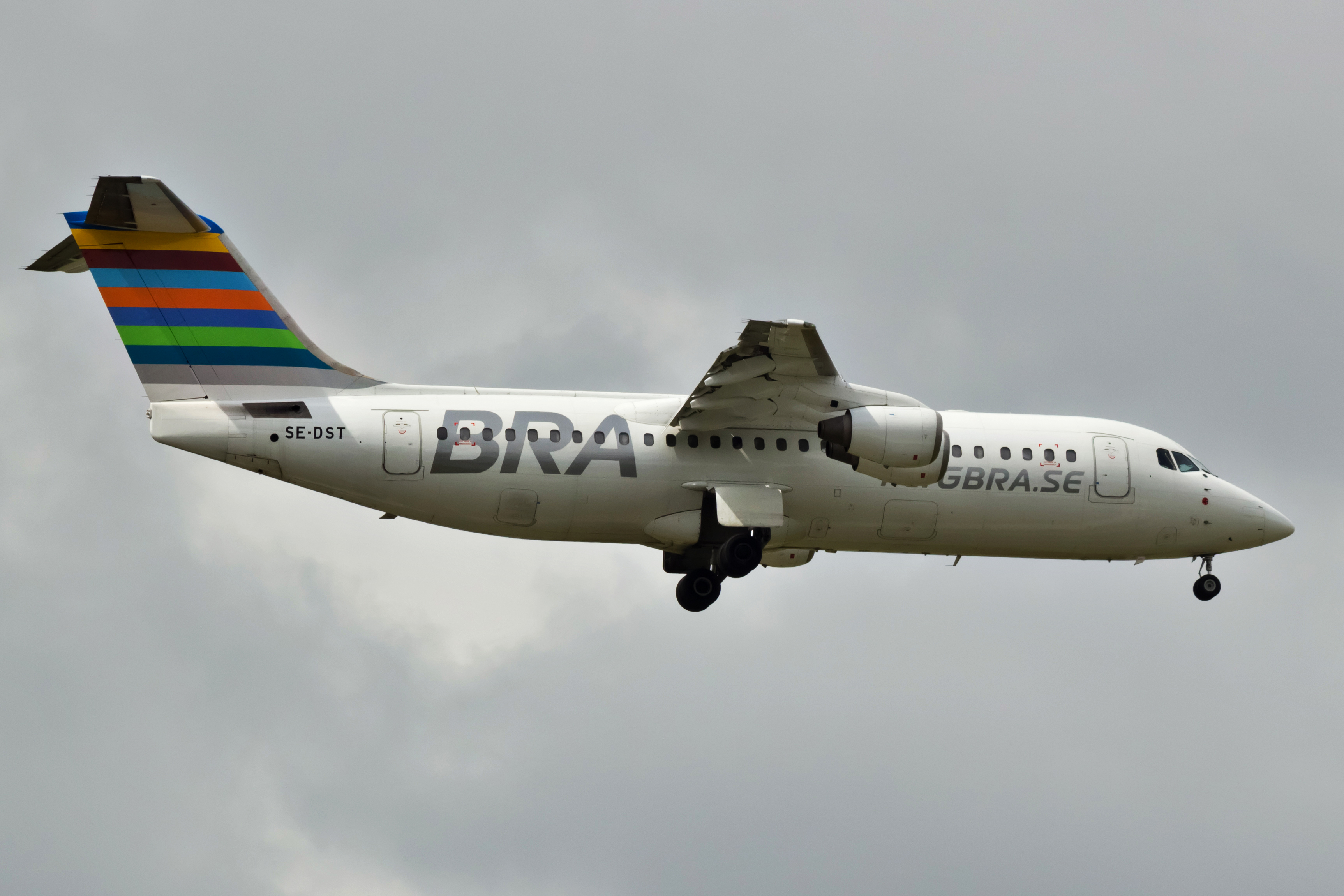
Ehemalige Avro RJ100 betrieben von Braathens Regional Aviation

BRA Braathens Regional Airlines, eigentlich BRA Sverige AB, ist eine virtuelle Fluggesellschaft, die im Jahr 2016 gegründet wurde. Betreiber der Flüge ist die Schwestergesellschaft Braathens Regional Airways. Die Marke BRA war der Nachfolger von Malmö Aviation und Sverigeflyg. BRA Sverige AB ist ein Tochterunternehmen der Braganza AB.

## Geschichte
BRA Braathens Regional Airlines wurde 2016 mit dem Ziel gegründet, die zuvor getrennten Auftritte von Malmö Aviation und Sverigeflyg zu vereinigen und eine einzige Marke für den schwedischen Binnenmarkt anzubieten. BRA hat kein eigenes AOC und besitzt kein eigenes Flugzeug. Stattdessen nutzt es die Kapazitäten seiner Schwesterunternehmen Braathens Regional Airways und Braathens Regional Aviation. Im Zuge der COVID-19-Pandemie stellte BRA den Betrieb ein und stellte einen Antrag auf Insolvenz in Eigenverwaltung. Laut Webseite startet die Fluggesellschaft am 12. Mai 2021 neu.
Zu Jahresbeginn 2024 wurde bekannt, dass BRA ab Sommer 2024 einige Routen für Austrian Airlines im Wet-Lease fliegt, da auf manchen Routen Flugzeuge mit weniger Kapazität als die kleinsten Flugzeuge in der Flotte der Austrian Airlines erforderlich sind. Diese Routen wurden zuvor mit De Havilland DHC-8 geflogen.

## Flugziele
BRA fliegt vor allem Ziele in Schweden an. In Deutschland wurde der Flughafen Berlin-Tegel angeflogen.
| Staat       | Stadt        | IATA | ICAO | Flughafen                        | Anmerkungen           |
| ----------- | ------------ | ---- | ---- | -------------------------------- | --------------------- |
| Dänemark    | Aarhus       | AAR  | EKAH | Flughafen Aarhus                 |                       |
| Deutschland | Berlin       | TXL  | EDDT | Flughafen Berlin-Tegel           | Flughafen geschlossen |
| Estland     | Tallinn      | TLL  | EETN | Flughafen Tallinn-Lennart Meri   | eingestellt           |
| Estland     | Kuressaare   | URE  | EEKE | Flughafen Kuressaare             | eingestellt           |
| Finnland    | Helsinki     | HEL  | EFHK | Flughafen Helsinki-Vantaa        |                       |
| Frankreich  | Lyon         | LYS  | LFLL | Flughafen Lyon Saint-Exupéry     |                       |
| Lettland    | Riga         | RIX  | EVRA | Flughafen Riga                   | eingestellt           |
| Norwegen    | Sandefjord   | TRF  | ENTO | Flughafen Torp                   | eingestellt           |
| Österreich  | Linz         | LNZ  | LOWL | Flughafen Linz                   |                       |
| Schweden    | Ängelholm    | AGH  | ESTA | Flughafen Ängelholm-Helsingborg  |                       |
| Schweden    | Göteborg     | GOT  | ESGG | Flughafen Göteborg/Landvetter    |                       |
| Schweden    | Halmstad     | HAD  | ESMT | Flughafen Halmstad               |                       |
| Schweden    | Jönköping    | JKG  | ESGJ | Flughafen Jönköping              | eingestellt           |
| Schweden    | Kalmar       | KLR  | ESMQ | Flughafen Kalmar                 |                       |
| Schweden    | Kristianstad | KID  | ESMK | Flughafen Kristianstad           | eingestellt           |
| Schweden    | Malmö        | MMX  | ESMS | Flughafen Malmö                  |                       |
| Schweden    | Norrköping   | NRK  | ESSP | Flughafen Norrköping             | eingestellt           |
| Schweden    | Östersund    | OSD  | ESNZ | Flughafen Åre Östersund          |                       |
| Schweden    | Ronneby      | RNB  | ESDF | Flughafen Ronneby                |                       |
| Schweden    | Sälen        | SCR  | ESKS | Scandinavian Mountains Airport   | Saisonal              |
| Schweden    | Skellefteå   | SFT  | ESNS | Flughafen Skellefteå             |                       |
| Schweden    | Stockholm    | BMA  | ESSB | Flughafen Stockholm/Bromma       | Drehkreuz             |
| Schweden    | Sundsvall    | SDL  | ESNN | Flughafen Sundsvall-Timrå        | eingestellt           |
| Schweden    | Trollhättan  | THN  | ESGT | Flughafen Trollhättan-Vänersborg | eingestellt           |
| Schweden    | Umeå         | UME  | ESNU | Flughafen Umeå                   |                       |
| Schweden    | Visby        | VBY  | ESSV | Flughafen Visby                  |                       |
| Schweden    | Växjö        | VXO  | ESMX | Flughafen Växjö/Kronoberg        |                       |

## Flotte

### Aktuelle Flotte
Mit Stand Januar 2024 besteht die Flotte der BRA Braathens Regional Airlines aus 14 Flugzeugen mit einem Durchschnittsalter von 6,7 Jahren:
| Flugzeugtyp | Anzahl | bestellt | Sitzplätze | Anmerkungen | betrieben von              |
| ----------- | ------ | -------- | ---------- | ----------- | -------------------------- |
| ATR 72-600  | 14     |          | 72         |             | Braathens Regional Airways |
| Gesamt      | 14     | —        |            |             |                            |

### Ehemalige Flugzeugtypen
- ATR 72-500
- Avro RJ85
- Avro RJ100[5]
- Fokker 50 (betrieben von Amapola Flyg)